# Concert du nouvel an 1963 à Vienne
Le concert du nouvel an 1963 de l'orchestre philharmonique de Vienne, qui a lieu le 1er janvier 1963, est le 23e concert du nouvel an donné au Musikverein, à Vienne, en Autriche. Il est dirigé pour la 9e fois consécutive par le chef d'orchestre autrichien Willi Boskovsky.
Johann Strauss II y est toujours le compositeur principal, mais son frère Josef est représenté avec trois pièces, et leur père Johann clôt le concert avec sa célèbre Marche de Radetzky. Par ailleurs, Josef Lanner y est entendu pour la troisième fois consécutive avec une autre valse, l'une des deux pièces sur les dix-sept au total jouées pour la première fois au concert du nouvel an.

## Programme
Les pièces suivies d'un astérisque (*) sont jouées pour la première fois.

### Première partie
1. Johann Strauss II : Wein, Weib und Gesang, valse, op. 333
2. Johann Strauss II : Demolirer-Polka, polka, op. 269
3. Josef Strauss : Eingesendet, polka rapide, op. 240
4. Joseph Lanner : Die Romantiker, valse, op. 167*
5. Josef Strauss : Aus der Ferne, polka-mazurka, op. 270
6. Johann Strauss II : ouverture de l'opérette La Chauve-Souris

### Deuxième partie
1. Josef Strauss : Dorfschwalben aus Österreich, valse, op. 164
2. Johann Strauss II : I-Tipferl-Polka, polka française, op. 377
3. Johann Strauss II :  Tritsch-Tratsch-Polka, polka rapide, op. 214
4. Johann Strauss II : Spanischer Marsch, marche, op. 433*
5. Johann Strauss II :  Wiener Bonbons, valse, op. 307
6. Johann Strauss II et Josef Strauss : Pizzicato-Polka, polka
7. Johann Strauss II : Freikugeln, polka rapide, op. 326
8. Johann Strauss II : Explosions-Polka, polka rapide, op. 43

### Rappels
1. Johann Strauss II : Éljen a Magyar!, polka rapide, op. 332
2. Johann Strauss II : Le Beau Danube bleu, valse, op. 314
3. Johann Strauss : Marche de Radetzky, marche, op. 228